# Niemandsland (enclave)
Niemandsland was de naam van een onbebouwd perceel, dat een exclave is van België, gelegen ten zuidwesten van het Nederlandse dorp Ulicoten. Het perceel ligt midden in de weiden en bosjes. Het behoort tot de Belgische gemeente Baarle-Hertog; en ligt net iets meer dan een halve kilometer van de rest van België, meer bepaald de gemeente Hoogstraten ten westen.
Bij de grensbepalingen in 1843 werd bepaald dat op een later tijdstip vastgesteld zou worden bij wie dit perceel hoorde; bij het Nederlandse Baarle-Nassau of het Belgische Baarle-Hertog. Het perceel kreeg toen de naam Niemandsland. Het perceel was sinds mensenheugenis in gebruik bij een Nederlandse boer. De Atlas der Buurtwegen uit 1841 en de Vandermaelenkaart uit het midden van de 19de eeuw tonen hier een Belgische exclave, net ten noorden van het gehucht Oude Strumpt.
Op het moment dat op 31 oktober 1995 de enclavegrenzen opgewaardeerd werden tot rijksgrenzen werd het een enclave behorend tot Baarle-Hertog. België is hiermee 0,2632 hectare groter geworden, Baarle is een merkwaardigheid armer. Het is sindsdien de kleinste exclave van België. Het enclavenummer is H22.